# Metropia
Pour plus de détails, voir Fiche technique et Distribution.
Metropia est un film d'animation réalisé par Tarik Saleh, sorti en 2009.

## Fiche technique
- Titre français : Metropia
- Réalisation : Tarik Saleh
- Scénario : Tarik Saleh, Fredrik Edin, Stig Larsson et Martin Hultman
- Montage : Johan Söderberg
- Musique : Krister Linder
- Pays d'origine :  Suède -  Norvège -  Danemark
- Genre : animation
- Date de sortie : 2009

## Distribution (voix)
- Vincent Gallo : Roger Olofsson
- Juliette Lewis : Nina
- Udo Kier : Ivan Bahn
- Stellan Skarsgård : Ralph Parker
- Alexander Skarsgård : Stefan
- Sofia Helin : Anna Svensson
- Shanti Roney : Karl
- Fares Fares : Firaz